# Front Popular d'Alliberament de Manipur
El Front Popular d'Alliberament de Manipur (Manipur People's Liberation Front), també Front Popular Unit d'Alliberament de Manipur, és una coordinadora guerrillera de Manipur formada el 1999 entre els tres moviments principals: Front Unit d'Alliberament Nacional, l'Exèrcit Popular d'Alliberament de Manipur (MPLA) i la seva branca política Front Popular Revolucionari de Manipur, i el Partit Revolucionari Popular de Kangleipak.
Cada organització ha mantingut la seva estructura independent, però les accions militars estan coordinades.